# Peasiella roepstorffiana
Peasiella roepstorffiana is een slakkensoort uit de familie van de Littorinidae. De wetenschappelijke naam van de soort is voor het eerst geldig gepubliceerd in 1885 door Nevill.